# 波尔多-圣克莱尔
波尔多-圣克莱尔（法語：Bordeaux-Saint-Clair，法語發音：[bɔʁdo sɛ̃ klɛʁ]）是法国滨海塞纳省的一个市镇，属于勒阿弗尔区。该市镇于1823年由原市镇波尔多（Bordeaux）和圣克莱尔（Saint-Clair）合并而成。

## 地理
波尔多-圣克莱尔（49°42'4"N, 0°15'10"E）面积10.31 平方千米，位于法国诺曼底大区滨海塞纳省，该省份为法国北部沿海省份，其西部及北部濒大西洋英吉利海峡，东起顺时针与索姆省、瓦兹省、厄尔省和卡爾瓦多斯省接壤。
与波尔多-圣克莱尔接壤的市镇（或旧市镇、城区）包括：贝努维尔、屈韦维尔、埃特勒塔、莱洛日、皮埃尔菲克、勒蒂约勒。
波尔多-圣克莱尔的时区为UTC+01:00、UTC+02:00（夏令时）。

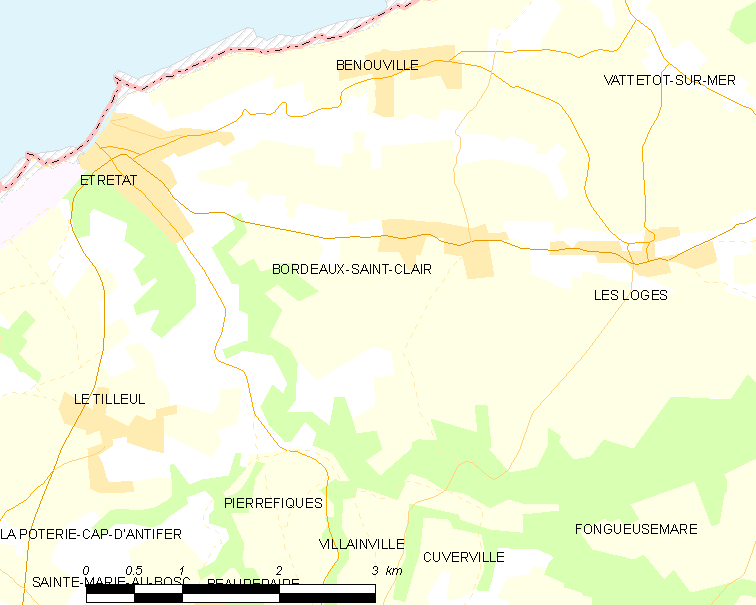
波尔多-圣克莱尔的OSM定位图

## 行政
波尔多-圣克莱尔的邮政编码为76790，INSEE市镇编码为76117。

## 政治
波尔多-圣克莱尔所属的省级选区为滨海奥克特维尔县。

## 人口

1962-2008年间波尔多-圣克莱尔人口变化图示

波尔多-圣克莱尔于2022年1月1日时的人口数量为650人。